# Brigitte Giraud
Brigitte Giraud (ur. w Sidi Bu-l-Abbas) – francuska pisarka i redaktorka, laureatka Nagrody Goncourtów.

## Życiorys
Urodziła w 1960 lub 1966 roku w Sidi Bu-l-Abbas w Algierii. W przeciągu lat pracowała w księgarni, zajmowała się dziennikarstwem i krytyką literacką. Zadebiutowała w 1997 roku powieścią La Chambre des parents. Jej piąta powieść, Une année étrangère, została wyróżniona nagrodą jury Jean-Giono (2009). W 2007 roku Giraud została laureatką Nagrody Goncourtów w kategorii opowiadań za utwór L’amour est très surestimé, zaś w 2022 roku w kategorii głównej, za utwór Vivre vite opisujący ostatnie dni życia swego męża, który zginął w wypadku motocyklowym, oraz wpływ tego wydarzenia na jej życie.
W 2014 roku została odznaczona Orderem Sztuki i Literatury klasy oficera.
Mieszka w Lyonie.

## Dzieła
- La Chambre des parents, 1997
- Nico, 1999
- Marée noire, 2004
- J'apprends, 2005
- Une année étrangère, 2009
- Pas d'inquiétude, 2011
- Avoir un corps, 2013
- Nous serons des héros, 2015[4]
- Vivre Vite, 2022[2]